# Ifugoa mikra
Ifugoa mikra är en insektsart som beskrevs av Irena Dworakowska och Pawar 1974. Ifugoa mikra ingår i släktet Ifugoa och familjen dvärgstritar. Inga underarter finns listade i Catalogue of Life.